# إيفان مارشال
إيفان مارشال (29 يناير 1970 - ) (بالإنجليزية: Evan Marshall)‏ هو لاعب كريكت نيوزلندي.

## وصلات خارجية
- إيفان مارشال على موقع إي آس بي آن كريك إنفو (الإنجليزية)